# Spiš

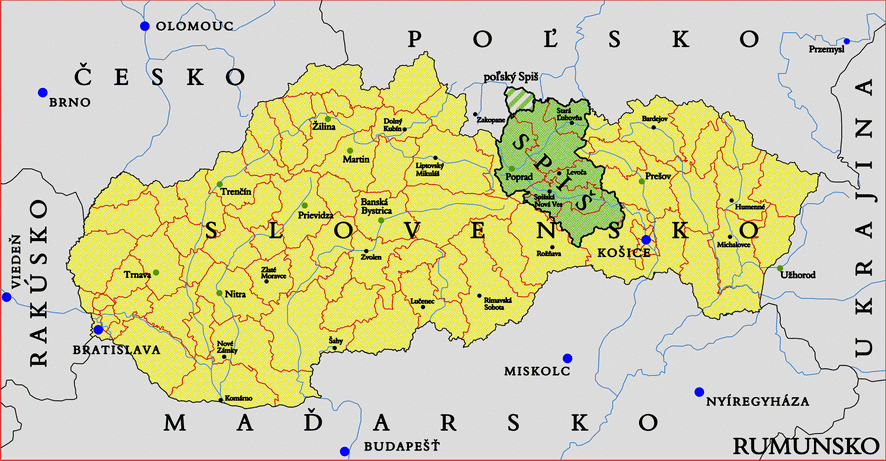
Poloha

Spiš (maďarsky Szepes, německy Zips, polsky Spisz, latinsky Scepusium; rod ženský – ta Spiš, ve slovenštině a polštině rod mužský – ten Spiš) je jeden ze slovenských regionů a turistických regionů, který částečně zasahuje i do Polska. V širším slova smyslu je její území totožné s územím Spišské župy, v užším (např. jako region cestovního ruchu) je to území okresů Kežmarok, Spišská Nová Ves, Gelnica a Levoča.

## Současnost

### Dělení
Region Spiše se konvenčně dělí na tři části:
- Dolní Spiš (současné okresy Spišská Nová Ves a Gelnica)
- Střední Spiš (okresy Levoča, Poprad a většina okresu Kežmarok)
- Horní Spiš (okres Stará Ľubovňa a severozápadní část okresu Kežmarok – Zamagurie)

### Ekonomika
Přestože Spiš byla v minulosti bohatým regionem, dnes se potýká s ekonomickými problémy, zejména s vysokou nezaměstnaností, která však postihuje hlavně romské obyvatelstvo. Nejnižší nezaměstnanost mají okresy Stará Ľubovňa (11% nezaměstnanost) a Poprad (13%). Každým rokem se však ekonomická situace výrazně zlepšuje, hlavně příchodem zahraničních investorů (Whirlpool v Popradu, Embraco ve Spišské Nové Vsi, Leitner Leader v Staré Ľubovni a jiné).

### Turistický ruch

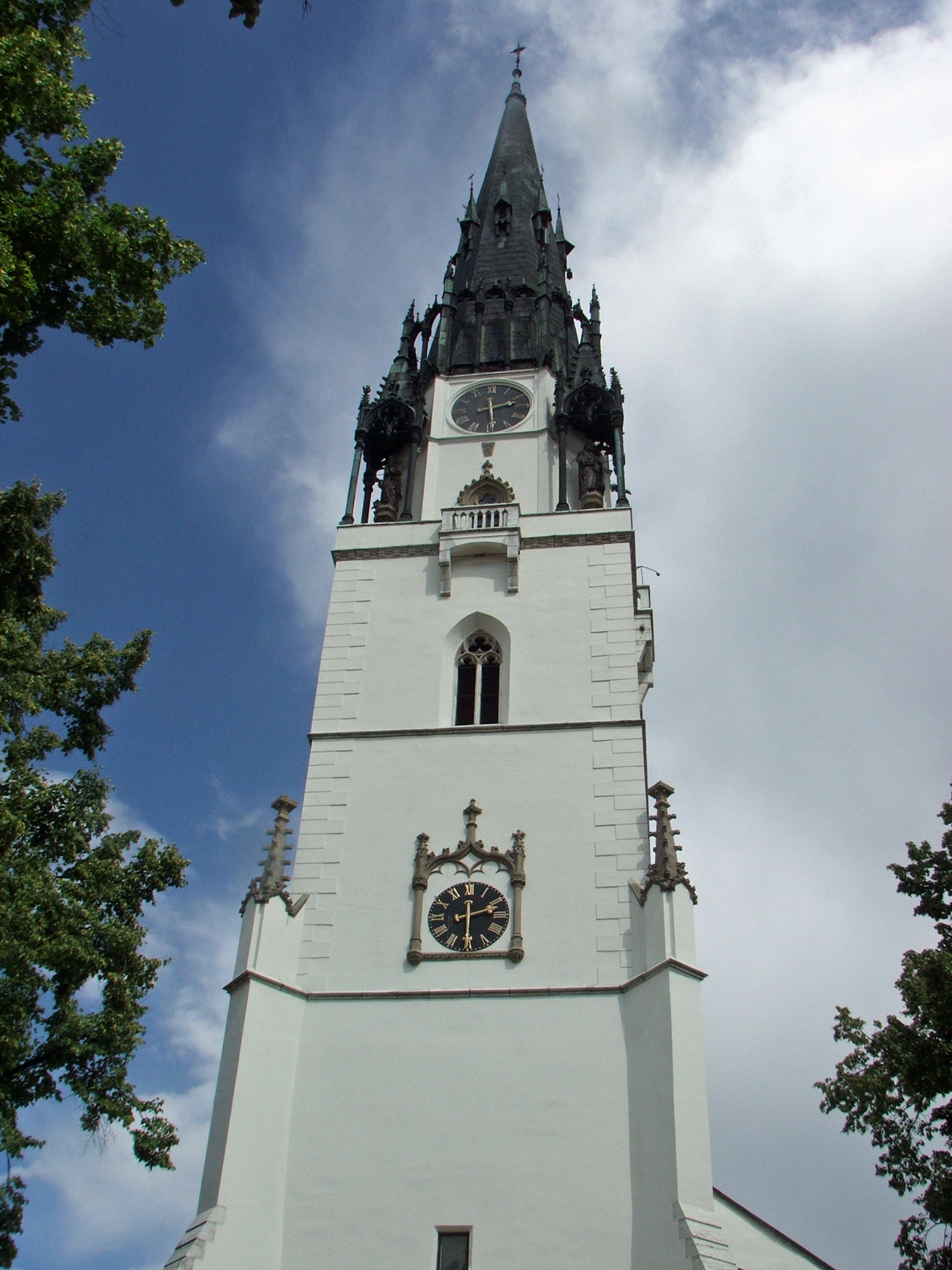
Kostel Nanebevzetí Panny Marie ve Spišské Nové Vsi

Území Spiše nabízí množství turisticky atraktivních lokalit:
- Národní parky
  - Tatranský národní park na severozápadě
  - Pieninský národní park na severu
  - Národní park Slovenský ráj na jihovýchodě
  - Národní park Nízké Tatry na jihozápadě
- Hrady
  - Spišský hrad (svojí rozlohou největší ve střední Evropě)
  - Kežmarský hrad, ojedinělý městský hrad, sídlo rodiny Tökölyů a uherského krále Imricha Tökölyho
  - Hrad Stará Ľubovňa, sídlo starosty zálohovaných spišských měst z polského rodu Lubomirski
    - Vedle hradu se nachází skanzen typické severospišské (rusínské) vesnice
- Historická města
  - Kežmarok (městská památková rezervace)
  - Spišská Sobota (městská památková rezervace)
  - Levoča (městská památková rezervace UNESCO, Chrám sv. Jakuba, renesanční radnice, zachovalé městské hradby a jiné.)
- Památky zapsané v seznamu Světového dědictví UNESCO:

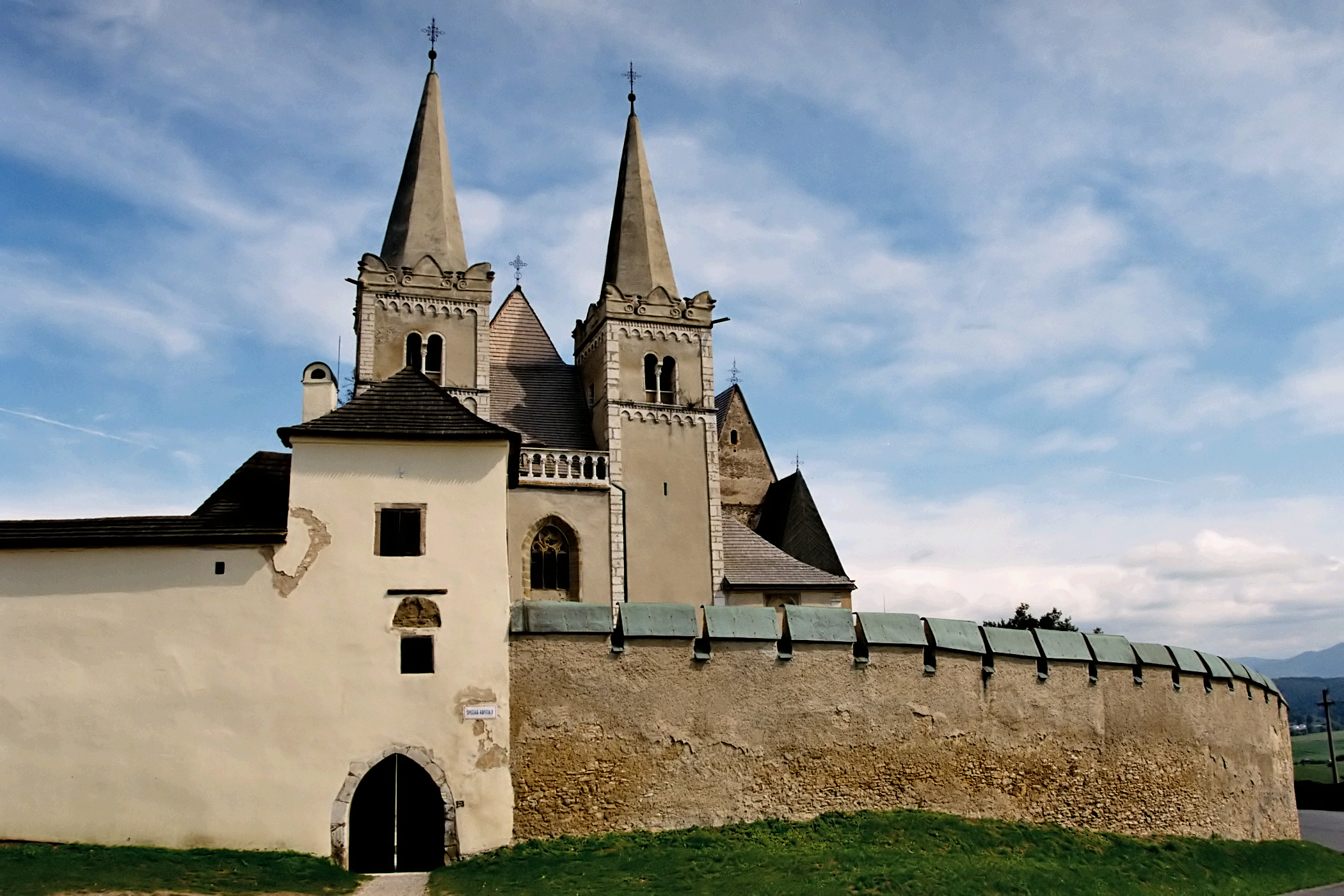
Spišská Kapitula, památka UNESCO

- - Kežmarok, evangelický dřevěný artikulární kostel
  - Spišské Podhradie, historické centrum města
  - Spišská Kapitula (sídlo Spišského biskupství pokrývajícího území žup Spiš, Liptov a Orava) ležící pod Spišským hradem
  - Levoča (Historické centrum s kostelem a radnicí a nejvyšší gotický oltář na světě.)
  - Kostel Svatého Ducha v Žehře
- Lyžařská centra
  - Vysoké Tatry
  - Krompachy – Plejsy
  - Ždiar – Strednica, Bachledova dolina
  - Svit – Lopušná dolina
  - Liptovská Teplička
- Lázně
  - Nový Smokovec
  - Štrbské Pleso
  - Tatranské Matliare
  - Vyšné Ružbachy
  - Štós

## Dějiny od roku 1918

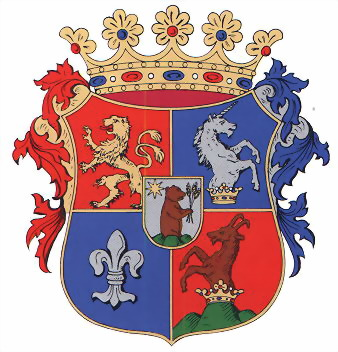
Historický spišský znak

### Vytvoření Československa
V roce 1918 (potvrzeno dohodou ve Versailles roku 1918 a Trianonu roce 1920) se Spiš stala součástí nově vytvořeného Československa. Jak je uvedeno níže, část území o rozloze 195 km² anektovalo Polsko. Spišská stolice existovala do roku 1923, kdy se stala součástí nově vytvořené podtatranské župy se sídlem v Liptovském Mikuláši. V letech 1928–1939 a 1945–1948 bylo území bývalé Spišské župy součástí Slovenské země v rámci ČSR.
Během 2. světové války se 1. ledna 1940 Spiš stala součástí Tatranské župy v rámci samostatné Slovenské republiky (14. březen 1939–1945).
Na konci 2. světové války většina spišských Němců byla násilně vystěhována nebo uprchla před postupující Rudou armádou z východu.
Po 2. světové válce se Spiš opět stala součástí Československa. V roce 1948 byla rozdělena mezi „Košický kraj“ a „Prešovský kraj“, od roku 1960 byla celá součástí „Východoslovenského kraje“. V roce 1990 byly kraje na Slovensku zrušeny. V roce 1993 vzniklo samostatné Slovensko, jehož součástí je i Spiš. Ta byla v červenci 1996 opět rozdělena mezi nově vytvořený Košický kraj a Prešovský kraj, přes úsilí některých politiků a petic občanů některých měst (přes 60 000 občanů) požadující samostatný Spišský kraj.

### Polská Spiš
Hlavní článek: Polská Spiš
Úzký pás území pod Rysy se stal součástí rakouské provincie Halič v roce 1902. Po rozpadu monarchie se toto území automaticky stalo součástí Polska.
Po vzniku samostatného Československa roce 1918 Polsko mělo zájem anektovat část Spiše až po řeku Poprad. Polští vojáci obsadili Spiš 6. listopadu 1918, ale po porážce u Kežmarku 8. prosince 1918 byli přinuceni ustoupit. ČSL. armáda obsadila Spiš 20. prosince do demarkační čáry (zhruba Javorina-Reľov-Kamienka-Orlov) stanovené mezi ČSR a Polskem, dohodou z 24. prosince v Popradu. 13. ledna 1919 českoslovenští vojáci obsadili severní Spiš a také severní Oravu. V červnu 1919 polští vojáci opět obsadili severní Spiš a také severní Oravu. Po bojích mezi polskou armádou a česko-slovenské legionáři a dobrovolníky přišlo k dohodě o uspořádání plebiscitu ve sporných obcích Oravy a Spiše. Na Pařížské mírové konferenci zredukovali Poláci své požadavky na celý tehdejší okres Spišská Stará Ves a obce Tatranská Javorina a Ždiar. Navzdory slibu o uspořádání plebiscitu v sporných obcích, ministr zahraničí Eduard Beneš podepsal s Polskem na Konferenci ministrů v Spa (Belgie) smlouvu o hranicích, v níž se vzdal 13 spišských vesnic (Nova Bela, Jurgov, Niedzica, Kacvin, Lapse aj. o rozloze 195 km², 8747 obyv.) a 12 oravských vesnic (obec Jablonka a okolí, 389 km², 16 133 obyv.), jejichž obyvatelé byli téměř výhradně Slováci. Polsko však nadále požadovalo další území kolem Tatranské Javoriny a Ždiaru. Konflikt byl vyřešen na Konferenci Ligy národů 12. března 1924, která rozhodla, že ČSR si ponechá území Ždiaru a Javoriny a vymění si území kolem Nižné Lipnice na Oravě za vesnice Suchá Hora a Hladovka (také na Oravě). Nové hranice byly potvrzeny Československo-polskou smlouvou z 24. dubna 1925 a jsou totožné s dnešní hranicí. Polsko však přesto zůstalo nespokojené.
V říjnu 1938, v předvečer 2. světové války, Polsko v důsledku Mnichovské dohody a vídeňské arbitráže obsadilo severní části Slovenska kolem Suché Hory, Hladovky a Javoriny, jakož i území kolem Lesnice v Pieninách a malé území kolem Skalitého, a také malé území kolem hranic (oficiálně získalo tato území 1. listopadu 1938). Po vypuknutí 2. světové války Slovensko spolu s Německem a Sovětským svazem napadlo Polsko, přestože úloha slovenské armády byla jen symbolická. Výměnou za to získalo zpět území ztracené v roce 1938 a také území ztracené v roce 1920. K opětovnému připojení území oficiálně došlo 24. listopadu 1939 podpisem dohody Ribbentropp-Černák.
V lednu 1945 bylo toto území osvobozeno Rudou armádou. Obyvatelé celé Spiše a Oravy (včetně území ztracených v letech 1920–1924) vytvořili instituce podobné institucím ve zbylém Československu (samostatné Slovensko opět přestalo existovat) a odolávali polským úřadům, které se snažily obsadit tato území a obnovit hranice před rokem 1938. Československý prezident se však rozhodl tento region znovu vydat Polsku (smlouva byla podepsána 20. května 1945 v Trstené; ze strany Slovenska zastoupena Mjr. Milanem Polákem) navzdory výsledku plebiscitu, ve kterém až 98% tamních obyvatel vyjádřilo touhu zůstat žít v Československu. Beneš podruhé spáchal zradu na obyvatelích „polské“ Spiše a Oravy. Proti jeho rozhodnutí protestovaly u prezidenta mnohé delegace, petice byly posílány do Prahy i do Varšavy, protestovali i američtí Slováci a slovenský klérus. 20. května však byla obnovena předválečná hranice.
Polští vojáci obsadili severní Spiš a Oravu 17. května 1945 a začali odtud vyhánět slovenské úředníky, klérus a učitele. Následovaly přepady a perzekuce vůči slovenským obyvatelům anektovaných území. Stejně se tam objevily i ozbrojené srážky, při nichž několik Slováků bylo zabito. Výsledkem perzekucí byl útěk asi 6 000 Slováků (25 % tamní populace) z Oravy a Spiše. Slováci z „polské“ Spiše se usadili převážně ve Svitu, Popradu a Kežmarku, zamagurských obcích a obcích po vyhnaných Němcích. Slováci z „polské“ Oravy se usadili převážně na jižním Slovensku a Slezsku a Sudetech v Česku.
Až 10. března 1947 (po zdlouhavých jednáních) byla mezi ČSR a Polskem podepsána dohoda zaručující základní práva Slovákům v Polsku. Následně bylo otevřeno 41 slovenských základních škol a jedna střední škola. Na začátku 60. let však byla většina z nich zrušena.

## Národnosti
Na severu Spiše, hlavně v bývalém okrese Spišská Stará Ves, ale i na Oravě a polské Spiši a polské Oravě, žije malá menšina, nazývající se Goralé. Mluví jazykem blízkým jak slovenštině, tak polštině a obsahujícím i mnoho karpatismů. Tato jazyková menšina vznikla v důsledku tří migračních vln: ze Sączského regionu a Nižného Podhalí (v 13. až 17. století) i Skalního Podhalí (18. století). Polština a goralština byly koncem 18. století v kostelích a školách postupně nahrazovány slovenštinou. Tím, že je polská vláda v roce 1918 považovala za Poláky, vznikly požadavky Polska na tento region. Oni sami sebe považovali za Slováky už alespoň od 18. století, v důsledku výše popsané slovakizace.
V současnosti žijí na Spiši převážně Slováci. Po Němcích, vyhnaných v roce 1945, zůstalo jen torzo. Etnicky i jazykově německá je jedině obec Chmeľnica/Hopgarten v okrese Stará Ľubovňa. V mnoha oblastech je nahradili Romové, kteří tvoří na Spiši 10–15 % obyvatelstva a v některých vesnicích již tvoří většinu (např. Lomnička, Jurské). Na severu Spiše žijí v 35 obcích Goralé a v 15 Rusíni, kteří se však silně asimilovali. V 19. století tu žilo také hodně židovských rodin.

## Náboženství
Na Spiši působí zejména Římskokatolická církev, Evangelická církev augsburského vyznání ale také Řeckokatolická a Pravoslavná církev. V roce 1600 byl Spiš kromě Spišské kapituli evangelický. Dnes je zde největší Římskokatolická církev.
Z náboženských památek jsou významné artikulární evangelický kostel v Kežmarku, katedrála svatého Martina, Spišský Jeruzalém, kostel Ducha Svatého v Žehre, kostel svatého Jakuba v Levoči a jiné.